# Alex Rasmussen
Alex Rasmussen, född den 9 juni 1984 i Svendborg, Danmark, är en dansk tävlingscyklist som tog OS-silver i bancyklingslagförföljelse vid olympiska sommarspelen 2008 i Peking. 